# James Bowie
James Bowie (10. března 1796 Kentucky – 6. března 1836 Alamo) byl americký dobrodruh, účastník Texaské revoluce. Pocházel z farmářské rodiny, která se z Kentucky přestěhovala do Louisiany, a živil se převážně pozemkovými spekulacemi a obchodováním s otroky.
Dne 19. září 1827 se ve Vidalii zúčastnil souboje zvaného Sandbar Fight, v němž zabil místního šerifa Norrise Wrighta. Použil při tom speciální dlouhý soubojový nůž, který podle něj dostal označení Bowie knife a stal se důležitou výbavou amerických hraničářů. Od roku 1830 žil v Texasu,
který byl tehdy součástí Mexika, a sloužil u Texas Rangers. Patřil k vůdčím postavám anglosaských osadníků, kteří se roku 1835 vzbouřili proti centrální vládě generála Santa Anny. Velel texaským milicím v bitvě u Concepciónu 28. října 1835, v níž porazily mexickou armádu. V únoru 1836 se skupinou povstalců obsadil misii Alamo, kterou následně obklíčily vládní jednotky. Po třinácti dnech bojů Bowie 6. března dopoledne padl a misie byla obsazena.
Po smrti se Bowie stal americkým národním hrdinou, je po něm pojmenováno město Bowie v texaském Montague County, o jeho osudech vznikl televizní seriál The Adventures of Jim Bowie. Rockový zpěvák a skladatel David Bowie (vlastním jménem David Robert Jones) přijal Bowieho příjmení jako umělecký pseudonym.

## Galerie

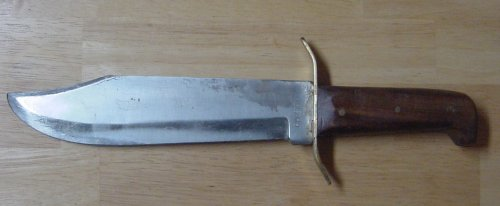
Bowieho nůž
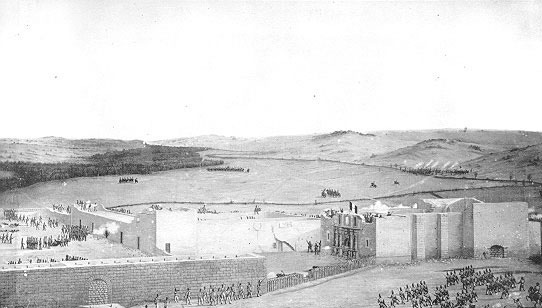
Dobové vyobrazení bitvy o Alamo
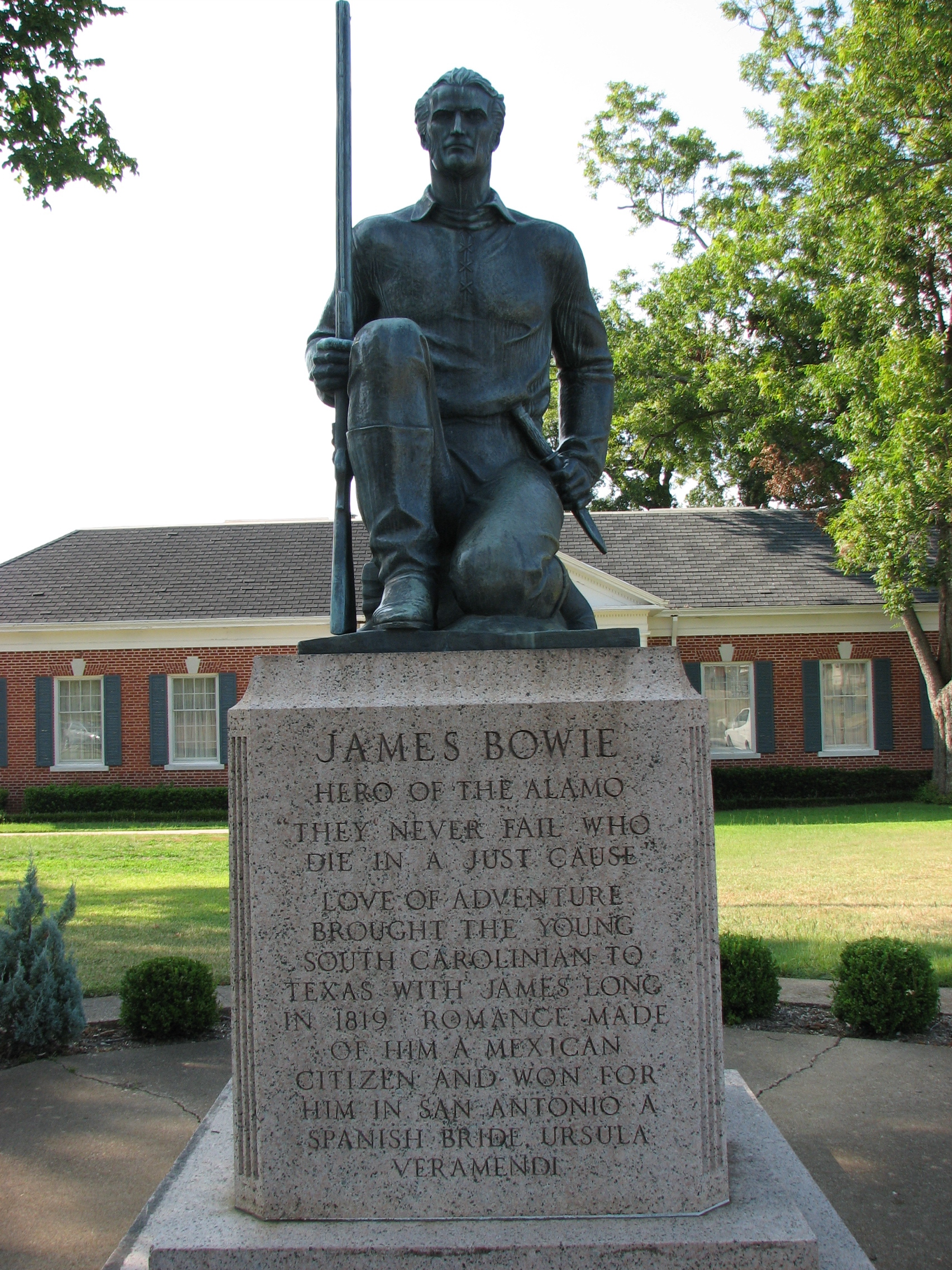
Bowieho pomník ve městě Texarkana